# Biding
Biding är en kommun i departementet Moselle i regionen Grand Est (tidigare regionen Lorraine) i nordöstra Frankrike. Kommunen ligger i kantonen Grostenquin som tillhör arrondissementet Forbach. År 2022 hade Biding 339 invånare.

## Befolkningsutveckling
Antalet invånare i kommunen Biding
| Referens: INSEE |